# Asperula malevonensis
Asperula malevonensis är en måreväxtart som beskrevs av Friedrich Ehrendorfer och Schönb.-tem.. Asperula malevonensis ingår i släktet färgmåror, och familjen måreväxter.
Artens utbredningsområde är Grekland. Inga underarter finns listade i Catalogue of Life.